# Válečný hrob

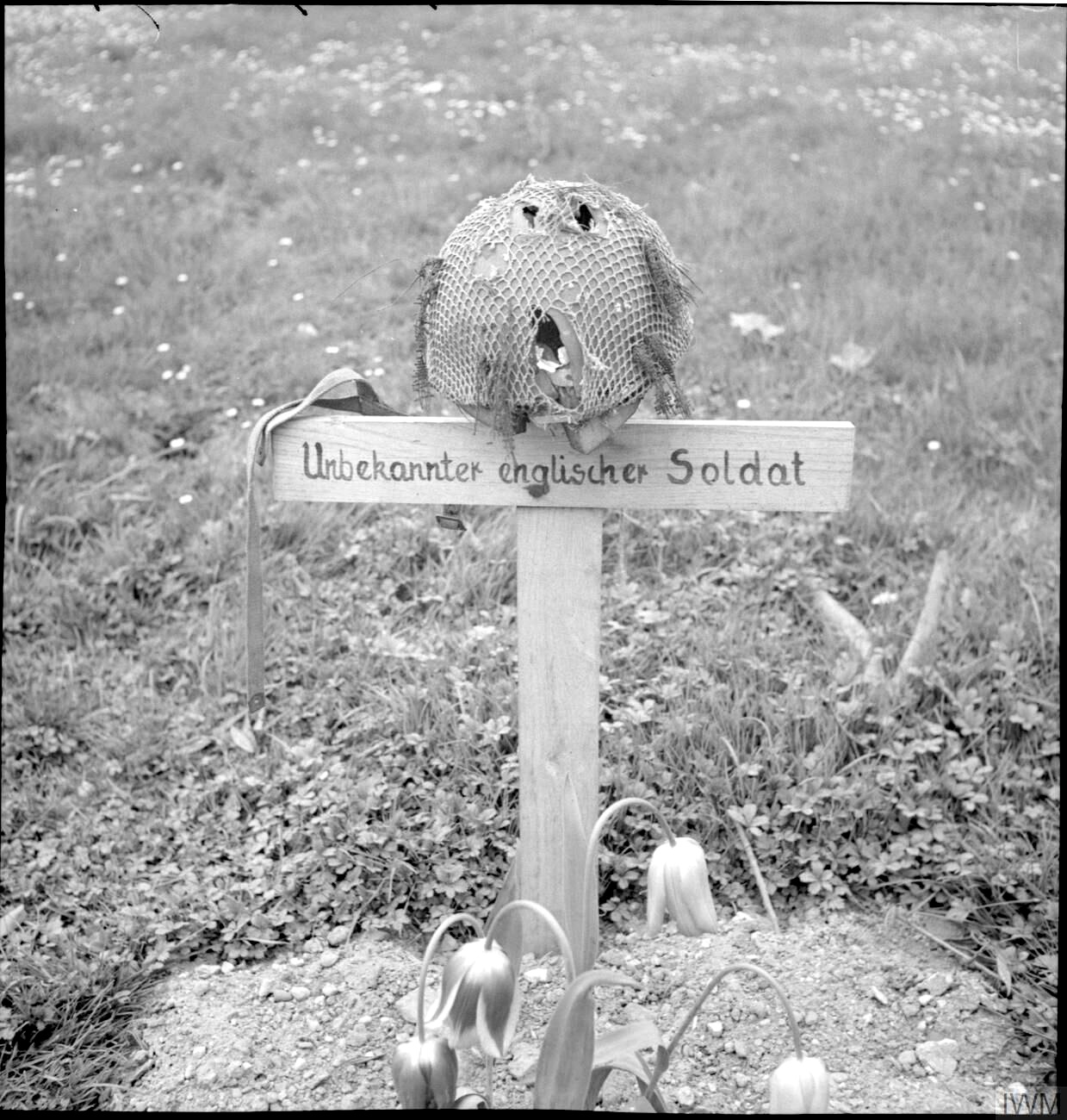
Válečný hrob ve Francii (1944) - německý nápis zní "Neznámý anglický voják".

Válečný hrob je místo, kde jsou pohřbeni příslušníci ozbrojených sil nebo civilisté, kteří zahynuli při vojenské operaci. Pojem nezahrnuje jenom hroby, ale například i lodi potopené během války, vojenská letadla zřícená do vody (zejména pokud v nich zůstala posádka) a podobně. Stejně tak mohou být ve válečném hrobě vojáci, kteří nezemřeli během boje, ale zahynuli na jeho následky (například v Krymské válce zahynulo více vojáků na nemoci, než na následek akcí nepřítele).
Větší celky válečných hrobů se běžně označují jako vojenské hřbitovy.

## Definice v zákoně
Zákon č. 122/2004 Sb. definuje válečný hrob jako místo, kde jsou pohřbeny ostatky osob, které zahynuly v důsledku aktivní účasti ve vojenské operaci nebo v důsledku válečného zajetí, anebo ostatky osob, které zahynuly v důsledku účasti v odboji nebo vojenské operaci v době války. Válečným hrobem je i pietní místo, kterým se rozumí pamětní deska, pomník, památník nebo obdobný symbol připomínající válečné události a jejich oběti.
Ministerstvo obrany České republiky, Centrální evidence válečných hrobů

## Evidence
Údaje o válečných hrobech, které se nacházejí na území České republiky shromažďují a aktualizují v rámci svého správního obvodu obecní úřady s rozšířenou působností. Tyto úřady jsou odpovědné za jejich úplnost a aktuálnost. Údaje o českých válečných hrobech v zahraničí obdobným způsobem shromažďuje Ministerstvo obrany.
Ministerstvo obrany České republiky, Centrální evidence válečných hrobů